# Paola Núñez
Paola Núñez Rivas (Tijuana, 8 aprile 1978) è un'attrice messicana.

## Biografia
Nata a Tecate, in Messico, si è diplomata in recitazione alla CEFAC TV Azteca.

## Carriera
Ha cominciato la sua carriera d'attrice in televisione all'età di dodici anni, anche se la notorietà nazionale arriverà solo grazie al ruolo di Barbara Bazterrica nella telenovela Amor en custodia. Altri ruoli successivi sono stati quelli nella miniserie televisiva Cien Años de Perdón e Reina de Corazones.
Ha poi preso parte a diverse produzioni statunitensi, come la seconda stagione di The Purge e la serie televisiva Resident Evil. Nel 2023, viene annunciato che prenderà parte alla miniserie televisiva horror La caduta della casa degli Usher, prodotta da Netflix e diretta da Mike Flanagan.

## Filmografia

### Attrice

#### Cinema
- Ver, oir y callar, regia di Albert Bravo (2005)
- Tres piezas de amor en un fin de semana, regia di Salvador Aguirre (2009)
- Depositarios, regia di Rodrigo Ordoñez (2010)
- Sin ella, regia di Jorge Colón (2010)
- Los inadaptados, regia di Javier Colinas, Marco Polo Constandse e Jorge Ramírez Suárez (2011)
- Deseo, regia di Antonio Zavala Kugler (2013)
- Detrás del Poder, regia di Javier Colinas (2013)
- El Más Buscado, regia di J.M Cravioto (2014)
- Dariela los martes, regia di Mauricio Valle (2014)
- El cumple de la abuela, regia di Javier Colinas (2015)
- La Boda de la Abuela, regia di Javier Colinas (2019)
- Bad Boys for Life, regia di Adil El Arbi e Bilall Fallah (2020)
- Regine in fuga (Fuga de reinas), regia di Jorge Macaya (2023)
- Bad Boys: Ride or Die, regia di Adil El Arbi e Bilall Fallah (2024)

#### Televisione
- Como en el cine – serie TV, episodio 1x01 (2001)
- Súbete a mi moto – serie TV, 3 episodi (2002)
- La vida es una canción – serie TV, episodio 1x08 (2004)
- Tan infinito como el desierto – serie TV, 3 episodi (2004)
- Las Juanas – serie TV, 130 episodi (2004)
- Lo que callamos las mujeres – serie TV, 1 episodi (2005)
- Amor en custodia – serie TV, 234 episodi (2005-2006)
- Mientras haya vida – serie TV, episodio 1x01 (2007)
- Pasión Morena – serie TV, 184 episodi (2009)
- Destino – serie TV, 105 episodi (2013-2014)
- Reina de corazones – serie TV, 140 episodi (2014)
- Palabra de Ladrón – serie TV, 12 episodi (2014)
- Runner, regia di Michael Offer – film TV (2015)
- La Hermandad – serie TV, 4 episodi (2017)
- The Son - Il figlio (The Son) – serie TV, 20 episodi (2017-2019)
- La Regina del Sud (La Reina del Sur) – serie TV, 33 episodi (2019)
- The Purge – serie TV, 10 episodi (2019)
- Deputy – serie TV, episodio 1x04 (2020)
- Magnum P.I. – serie TV, episodio 3x01 (2020)
- Calls – serie TV, episodio 1x05 (2021)
- Resident Evil: La serie (Resident Evil) – serie TV, 8 episodi (2022)
- La caduta della casa degli Usher (The Fall of the House of Usher) – miniserie TV, 5 episodi (2023)
- Fire Country – serie TV, episodio 2x08 (2024)

#### Cortometraggi
- Miss Carrusel, regia di Rodrigo Ordoñez (2004)
- Mamita, regia di Carlo D'Amore (2022)

### Sceneggiatrice

#### Cinema
- Dariela los martes, regia di Mauricio Valle (2014)

## Doppiatrici italiane
Nelle versioni in italiano delle opere in cui ha recitato, Paola Núñez è stata doppiata da:
- Francesca Manicone[5] in Bad Boys for Life[6], La caduta della casa degli Usher[7], Bad Boys: Ride or Die[8]
- Ilaria Latini in Magnum P.I.[9], Fire Country
- Patrizia Mottola[10] in Pasión Morena[11]
- Emanuela Damasio[12] in The Son - Il figlio[13]
- Debora Magnaghi[14] in The Purge[15]
- Antilena Nicolizas in Calls[16]
- Jolanda Granato[17] in Resident Evil: La serie[18]